# Heudebouville
Heudebouville ist eine französische Gemeinde mit 809 Einwohnern (Stand: 1. Januar 2022) im Département Eure in der Region Normandie. Sie gehört zum Arrondissement Les Andelys und zum Kanton Louviers. Die Einwohner werden Heudebouvillais genannt.

## Geografie
Heudebouville liegt am Ufer der Seine. Umgeben wird Heudebouville von den Nachbargemeinden Vironvay im Nordwesten und Westen, Muids im Nordosten, Venables im Osten, Fontaine-Bellenger im Südosten und Süden, Acquigny im Südwesten sowie Pinterville im Westen.
Durch die Gemeinde führt die Autoroute A13.

## Bevölkerungsentwicklung
| Jahr                       | 1962 | 1968 | 1975 | 1982 | 1990 | 1999 | 2006 | 2019 |
| Einwohner                  | 332  | 383  | 402  | 557  | 632  | 709  | 773  | 787  |
| Quellen: Cassini und INSEE |      |      |      |      |      |      |      |      |

## Sehenswürdigkeiten
- Kirche Saint-Valérien
- Schloss, Monument historique seit 1984

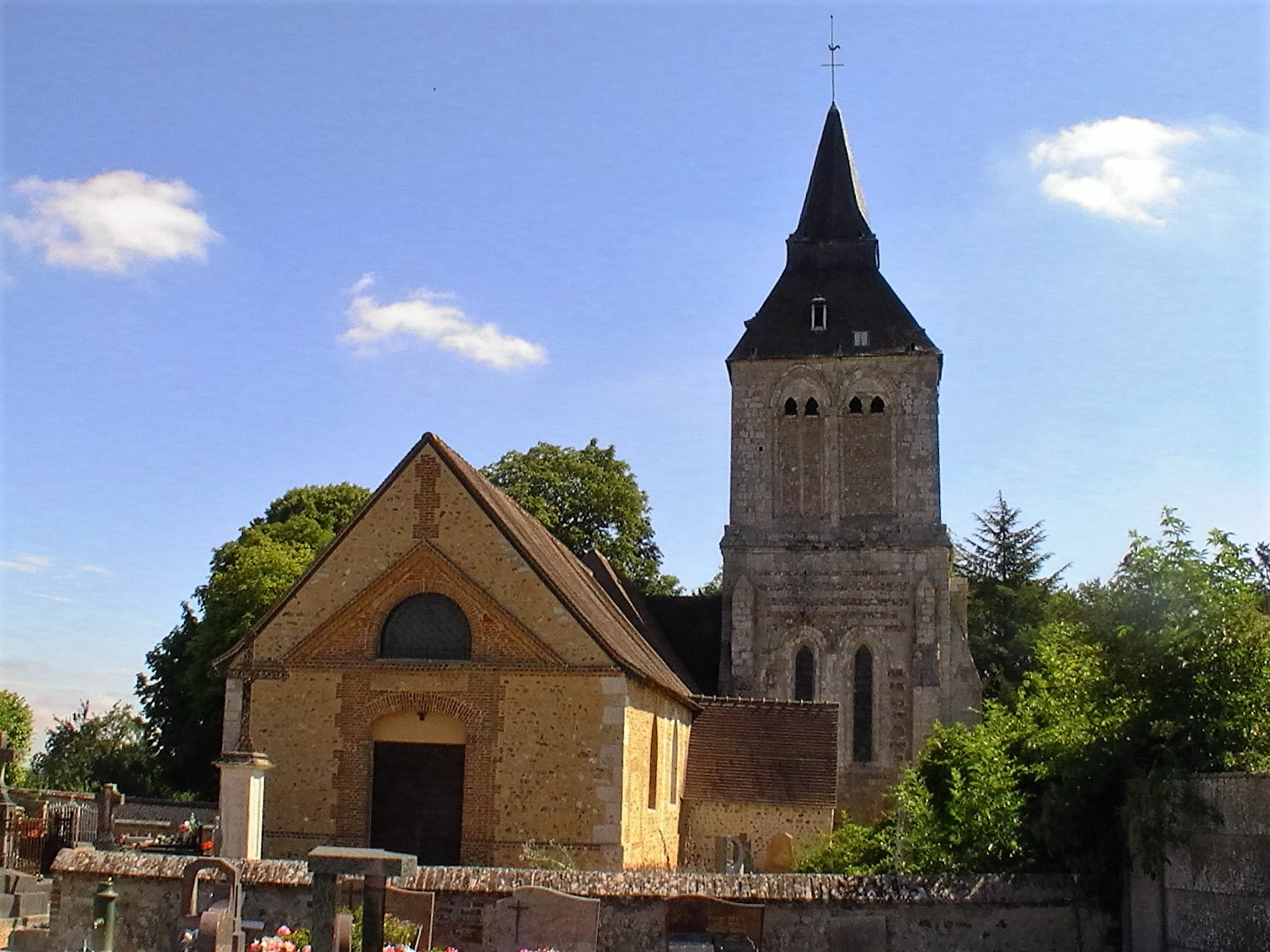
Kirche Saint-Valérien